# Campyloneurum wacketii
Campyloneurum wacketii là một loài dương xỉ trong họ Polypodiaceae. Loài này được Lellinger mô tả khoa học đầu tiên năm 1988.